# 太刀川恒夫
太刀川 恒夫（たちかわ つねお、1937年（昭和12年） - 2025年（令和7年）2月13日）は、日本の実業家。神奈川県横浜市出身。東京スポーツ新聞社の社長・会長を歴任した。
なお戸籍上の名字の表記は「大刀川」であり、毎日新聞など一部のマスメディアでは同表記を用いている。

## 略歴
1955年、山梨県立日川高等学校を卒業後、児玉誉士夫の著作を読んで「共鳴し」、児玉のような人間になろうと考え上京、1960年に児玉宅に書生として住み込んだ。その後、児玉から政治の勉強をするよう指示され、河野一郎代議士を通じて中曽根康弘を紹介され、中曽根の書生となり、中央大学法学部政治学科二部に入学。昼は中曽根事務所で働き、夜は大学に通った。
1966年大学卒業後、児玉の秘書となり、児玉事務所で働き出す。1968年には当時児玉が事実上のオーナーだった東京スポーツに入社。
1976年にはロッキード事件に児玉が関与した疑いから、秘書で「腹心」とされた太刀川も逮捕・勾留されるが、88日間にもわたる勾留の間一切口を割らなかった。結局同事件で太刀川は外為法違反並びに強要罪で起訴されるが、1981年11月に東京地方裁判所は外為法違反のみを認め、懲役4月・執行猶予2年の有罪判決を下し、太刀川は控訴せずそのまま確定した。
1976年3月、児玉宅に俳優がセスナ機で突入した際（児玉誉士夫邸セスナ機特攻事件）には、太刀川が児玉を背負って逃げるなど、2人は固い絆で結ばれ、児玉が経営に関与する複数の企業で役員を務めた。
1984年の児玉の死去後は、東京スポーツ新聞社の経営に事実上専念。1990年に同社の社長に就任、2007年に同社会長となり、2023年9月に同社名誉会長に退く。勇み足の芸能記事に激しい抗議が来た際は、編集部門に代わって自ら話し合いに乗り出すこともあったという。この間には、日本レスリング協会副会長なども務めた。
ロッキード事件や児玉に関する取材には、沈黙を守り、2025年2月13日、老衰のため88歳で死去。

## 人物
東映社長などを務めた岡田茂を慕う経営者の集まり「オーケー会」で世話人を務めており、同会の主要メンバーとは親交が深かった。主なメンバーに本庄正則（伊藤園）、櫻田慧（モスフードサービス）、堀威夫（ホリプロダクション）らがいる。
また第52代横綱・北の富士勝昭の現役時代の後援会長を務めたこともあったという。